# Stefan Iten
Stefan Iten (* 5. Februar 1985 in Zürich) ist ein Schweizer ehemaliger Fussballspieler. Er wurde 2002 mit der U-17-Nationalmannschaft Europameister. Mittlerweile hat er seine Profikarriere beendet und spielt beim FC Uster in der Schweizer Amateurliga.

## Karriere
Stefan Iten begann seine Karriere in den Juniorenmannschaften des Grasshopper Clubs Zürich. 2002 gehörte er mit Spielern wie Tranquillo Barnetta, Philippe Senderos oder Reto Ziegler zur Siegermannschaft an der U-17-Fussball-Europameisterschaft 2002. Als erste Schweizer Nationalmannschaft holte diese U-17 einen internationalen Fussballtitel.
Im Sommer 2005 wechselte er von der U-21-Mannschaft der Grasshoppers zum Nationalliga-B-Verein FC Wohlen, bei dem er drei Saisons lang Stammspieler war und zu 89 Einsätzen in der Meisterschaft kam. Danach wechselte er für eine Saison zum FC Vaduz in die höchste Schweizer Liga, wo er eine Saison lang spielte, sich jedoch nicht völlig durchsetzen konnte. Nach einer Saison im «Ländle» wechselte er zum FC Winterthur, bei dem er später zum Captain avancierte.
Ende Saison 2014/15 beendete er dort nach sechs Jahren seine Profikarriere und spielte noch für eine kurze Zeit beim FC Uster in der 2. Liga interregional.

## Titel und Erfolge
- U-17-Europameister: 2002